# Bustin' Loose
Bustin' Loose (bra Rompendo Correntes) é um filme norte-americano de 1981, do gênero comédia dramática, dirigido por Oz Scott e estrelado por Richard Pryor (também coprodutor e corroteirista), Cicely Tyson, Robert Christian e George Coe.

## Elenco
- Richard Pryor ... Joe Braxton
- Cicely Tyson ... Vivian Perry
- Robert Christian ... Donald Kinsey
- George Coe ... dr. Wilson T. Renfrew
- Earl Billings ... presidiário em condicional
- Bill Quinn ... juiz Antonio Runzuli
- Fred Carney ... Alfred Schuyler
- Peggy McCay ... Gloria Schuyler
- Roy Jenson ... líder da Ku Klux Klan
- Alphonso Alexander ... Martin
- Kia Cooper ... Samantha
- Edwin de Leon ... Ernesto
- Jimmy Hughes ... Harold
- Edwin Kinter ... Anthony
- Tami Luchow ... Linda
- Angel Ramirez ... Julio
- Janet Wong ... Annie
- Nick Dimitri ... Frank Munjak
- Morgan Roberts ... tio Humphrey
- Inez Pedroza ... ela mesma
- Gary Goetzman ... lojista
- Paul Mooney ... Marvin
- Paul Gardner ... jornalista
- Ben Gerard ... homem
- Vern Taylor ... patrulheiro rodoviário
- Rick Sawaya ... patrulheiro rodoviário
- Joe Jacobs ... vigia
- Lee Noblitt ... fazendeiro
- Shila Turna ... jogadora
- Gloria Jewel Waggener ... tia Beedee
- Jonelle White ... balconista
- Jewell Williams ... sra. Thomas
- Sunny Woods ... Linette Peasley
- Vincent Price ... mecânico bêbado (não creditado)

## Sinopse
O ex-presidiário Joe Braxton (Richard Pryor) recebe uma nova chance após violar sua liberdade condicional, sendo contratado pela professora Vivian Perry (Cicely Tyson) para consertar e dirigir um velho ônibus, para levar um grupo de crianças especiais à Fazenda Washington, uma vez que o Centro Clarmont para Criança fora fechado. Ao oferecer seu apoio e amor para as crianças, Joe muda sua visão de vida, porém Donald (Robert Christian), assistente social e amante de Vivian, quer ver Joe novamente preso.

## Produção
Depois de concluídas as filmagens por Oz Scott, foi necessário gravar algumas cenas adicionais, que ficaram a cargo de Michael Schultz, que, no entanto, não é mencionado nos créditos.